# Gundam Build Fighters Try
Gundam Build Fighters Try (ガンダムビルドファイターズトライ  Gandamu Birudo Faitāzu Torai?) es una serie animada japonesa de ciencia ficción basada en Gundam, la longeva franquicia Mecha de los estudios Sunrise. Gundam Build Fighters Try es la secuela directa de la serie Gundam Build Fighters (2013). Al igual que su predecesora, y en contraste con otras series de Gundam, Gundam Build Fighters Try cuenta con una historia donde sus protagonistas participan en un torneo donde los Modelos Gunpla son construidos y personalizados para luchar.
La serie es dirigida por Shinya Watada y escrita por Yōsuke Kuroda, el escritor de la primera serie. Los personajes fueron diseñados por Kenichi Ohnuki y Suzuhito Yasuda. La serie fue oficialmente anunciada por Bandai el 15 de mayo de 2014, transmitiéndose en Japón por TV Tokyo e internacionalmente vía YouTube en áreas restringidas del globo el 8 de octubre de 2014.

## Argumento
Gundam Build Fighters Try esta cronológicamente ambientada 7 años después de la serie Gundam Build Fighters. Las reglas del torneo Gunpla han sido renovadas y el deporte se vuelve cada vez más popular. Sin embargo, en esta temporada una de las escuelas participantes es dejada atrás, y esa es la Academia Seiho, la escuela en la que Sei Iori solía estudiar. El único miembro remanente del club Gunpla de la Academia Seiho es Fumina Hoshino, una chica que se hace amiga de Sekai Kamiki, un chico que practica artes marciales y del modelista Yūma Kousaka. Juntos los tres, aspiran a conseguir un lugar en el torneo mundial Gunpla como el equipo "Try Fighters" (トライ・ファイターズ Torai Faitāzu?).

### Batallas Gunpla
En el episodio final de la temporada anterior, la Roca de Arista que producía las Partículas Plavsky fue destruida. poco después de esto, la compañía Plavsky Particle System Engineering (PPSE) es adquirida por la corporación Yajima Industries. El científico estadounidense y luchador gunpla Nils Nielsen y su novia Caroline Yajima re descubren las Partículas Plavsky a bordo de la Estación Espacial Internacional. Con el redescubrimiento de las Partículas Plavsky, el deporte de las Batallas Gunpla continua a nivel global.
En Gundam Build Fighters Try, los combates uno-a-uno son remplazados por batallas entre equipos de a tres jugadores y están divididos en dos categorías: una para jugadores por debajo de los 19 años y otra para jugadores mayores de esa edad en adelante.
También han sido incluidas nuevas reglas:
- Las unidades que no son mobile suits, como por ejemplo un Core Booster, cuentan como una unidad Gunpla.
- Los mobile suits capaces de combinarse, Tales como el Doble Zeta Gundam o el Victory Gundam, cuentan como una unidad, pero deben de ser controladas por un solo jugador cuando estén separadas en varias unidades.
- Los Equipos pueden usar un solo Mobile Armor en combate, pero con los tres jugadores controlandolo.
- Los Equipos pueden cambiar sus modelos antes de cada combate; cambiar de modelo durante el combate está prohibido.
- Cada Combate tiene un tiempo límite de 15 minutos.
- Si ambos equipos tienen el mismo número de modelos en el campo después de los 15 minutos, la pelea se declara empate; cada equipo elegirá a uno de sus miembros para que lo represente en un combate uno a uno para decidir el ganador.

En adición a esto, el nivel de daño puede ajustarse. El nivel C, causa daños simulados en el muñeco, pero no físicos. Esta modalidad es usada comúnmente para practicar. El nivel B genera daños simulados aunque debilita las articulaciones del muñeco. El nivel de daño A, El muñeco sufre serios daños físicos por lo que se necesitarían piezas de repuesto o un nuevo modelo.

## Personajes

### Try Fighters
Sekai Kamiki (カミキ・セカイ Kamiki Sekai?)
Gunpla Principal: BG-011B Build Burning Gundam
Otros Gunpla: MS-09 Dom
Sekai es un estudiante de segundo año transferido a la Academia Seiho. Sekai es practicante de artes marciales y es discípulo de la escuela Jigen Haoh. Sekai no tenía idea de la existencia de los Gunpla hasta que conoce a Fumina Hoshino. Fumina le da a conocer la existencia de los Gunpla, deporte del que se interesa y llega a disfrutar. Gracias a sus excepcionales habilidades de combate, el Señor Ral lo considera como "la segunda venida de Reiji."
Yuuma Kousaka (コウサカ・ユウマ Kōsaka Yūma?)
Gunpla Principal: Lightning Gundam
Yuuma Kousaka es un estudiante de segundo año de la Academia Seiho y hermano menor de China Kousaka. Es un talentoso modelista de gunpla, habiendo ganado un torneo de modelismo y un concurso artístico de Gunpla.
Fumina Hoshino (ホシノ・フミナ Hoshino Fumina?)
Gunpla Principal: RGM-237C Powered GM Cardigan; Winning Gundam
Fumina Hoshino es una estudiante de tercer año de la Academia Seiho y la presidenta del Club de Batallas Gunpla de la escuela. Ella es la líder del equipo Try Fighters. Fumina se quedó como la única miembro del club Gunpla después que algunos miembros de cuarto año se graduaron, con los otros miembros tranfiriéndose al club de modelismo. Fumina ama a los Gunpla con todo su corazón y empieza a reclutar miembros para poder participar en las primarias del torneo nacional.
Ramba Ral (ランバ・ラル Ranba Raru?)
Gunpla: MS-07R-35 Gouf R35
El Señor Ral (ラルさん Raru-san?) es un personaje recurrente basado Ramba Ral, uno de los personajes de la serie original Mobile Suit Gundam (1979). El Señor Ral tiene profundos conocimientos sobre las batallas Gunpla y actúa como el entrenador del equipo Try Fighters.

### Academia Seiho
Mirai Kamiki (カミキ・ミライ Kamiki Mirai?)
Gunpla: Beargguy Family
Mirai es la hermana mayor de Sekai.
Daiki Miyaga (ミヤガ・ダイキ?)
Gunpla: AEU-09T AEU Enact Custom
Miyaga es el presidente del club de modelismo plástico de la Academia Seiho. muchos de los miembros del club de batallas gunpla desertaron para unirse a su club.
Eri Shinoda (シノダ・エリ Shinoda Eri?)
Eri es un miembro del club de modelismo.

### Jarrón de la Dinastía Song
Jarrón de la dinastía Song (北宋（ほくそう）の壺 Hokusō no Tsubo?), (Song Dinasty Vase en inglés) es el equipo que representa a la Escuela Santa Odessa (聖オデッサ学園 Sei Odessa Gakuen?), un instituto exclusivamente femenino. El nombre y el uniforme del equipo están basados en M'Quve, personaje de la serie original Mobile Suit Gundam (1979), piloto del YMS-15 Gyan y amante de reliquias antiguas como jarrones, especialmente los de la Dinastía Song.
Kaoruko Sazaki (サザキ・カオルコ Sazaki Kaoruko?)
Gunpla: AMX-104GG R-Gyagya
Kaoruko Sazaki es la líder del equipo Jarrón de la dinastía Song y es la hermana menor de Susumu Sazaki, un personaje de la temporada anterior. Su equipo llegó a ser uno de los mejores cuatro en las calificatorias regionales del año pasado. Kaoruko siempre usa mobile suits derivados del YMS-15 Gyan en sus batallas, razón por la que es conocida como "Gyanko" (ギャン子?). Esta termina enamorándose de Sekai cuando este la rescata de ser succionada al vació durante una batalla en una colonia.
Mahiru Shigure (シグレ・マヒル Shigure Mahiru?)
Gunpla: GF13-050NSW Nobel Gundam
Shigure es miembro del equipo Jarrón de la dinastía Song y compañera de Kaoruko.
Keiko Sano (サノ・ケイコ Sano Keiko?)
Gunpla: JMF1336R Rising Gundam
Keiko es la otra miembro del equipo Jarrón de la dinastía Song y compañera de Kaoruko.

### G-Master
G-Master (Ｇマスター Jī Masutā?) es el equipo que representa al Miyazato Instituto (宮里学院 Miyazato Gakuen?). Este equipo fue el campeón regional del año anterior.
Shunsuke Sudou (スドウ・シュンスケ Sudō Shunsuke?)
Gunpla Principal: MSN-001M Mega-Shiki
Otros Gunpla: AMS-129M Zee Zulu
Shunsuke es el líder de G- Master. en una ocasión, este fue derrotado por Susumu Sazaki, sin embargo, producto de esta derrota, aprendió de sus errores, mejorando sus habilidades de combate para dirigir a su equipo al campeonato regional. Después de perder la primera ronda en el campeonato regional de ese año, Shunsuke se dio cuenta de sus limitaciones como constructor de gunpla, y por ello reclutó a Minato Sakai para que le construyera el gunpla perfecto para el presente torneo.
Yomi Sakashita (サカシタ・ヨミ Sakashita Yomi?)
Gunpla: LM312V04 Amethyst Victory Gundam
Es la única miembro femenina del equipo G-Master. Yomi es a menudo molestada por Akira Suga. Le gusta burlarse de los oponentes a los cuales derrota. Esto hasta la semifinal del campeonato interescolar donde Akira la abofetea por hacerlo remarcándole que burlarse de un rival que lo dio todo solo merma el valor del vencedor, en la final se le ve contrita de sus acciones y se enmienda, demostrando que puede ser una luchadora muy fiera.
Meguta Yasu (ヤス・メグタ Yasu Meguta?)
Gunpla: ZZ-999 Zeo Zeong
Meguta Yasu era el tercer miembro original del equipo G-Master, este es sustituido por Akira Suga después de haber sido derrotado en una batalla de práctica.
Akira Suga (スガ・アキラ Suga Akira?)
Gunpla: G-P.A.R.T.S DELTA G-Bomber
Akira Suga es un estudiante nuevo transferido desde la Academia Gunpla (ガンプラ学園 Ganpura Gakuen?) al Instituto Miyazato. Este personaje está basado en Slegger Law, uno de los personajes principales de la serie original Mobile Suit Gundam (1979). Akira Suga fue miembro del equipo que ganó el campeonato nacional el año anterior. Es un experimentado constructor de modelos y tiene profundos conocimientos sobre el deporte, desde el tipo de construcción de los modelos hasta el estilo de combate del oponente. Akira se convirtió en el tercer miembro de G- Master después de derrotar a Yasu Meguta en una pelea de práctica. Al igual que Sekai, Akira parece practicar artes marciales e incluso utiliza a técnicas de artes marciales en sus combates.

### SRSC
El Equipo SRSC (Team SRSC, Seiren Science Club en inglés) representa el club de ciencias del Instituto Tecnico Seiren (成練高専 Seiren Kōsen?) y ha ganado varias competiciones en robótica. - incluyendo batallas Gunpla. El equipo cambia sus gunplas para cada batalla, y esto hace que sus tácticas sean muy difíciles de predecir.
Daigo Ishibashi (イシバシ・ダイゴ Ishibashi Daigo?)
Gunpla: RX-79[G]Ez-SR1 Gundam Ez-SR Intruder
Miembro del Departamento Náutico, es un talentoso piloto entrenado en el extranjero.
Shota Nishikawa (ニシカワ・ショータ Nishikawa Shōta?)
Gunpla: RX-79[G]Ez-SR2 Gundam Ez-SR Eliminator
UN genio natural en ingeniería electrónica.
Yukio Okamoto (オカモト・ユキオ Okamoto Yukio?)
Gunpla: RX-79[G]Ez-SR3 Gundam Ez-SR Shadow Phantom
El mejor estudiante de ciencias de la información.

### FAITH
El Equipo FAITH (フェイス Feisu?) es el equipo representante de la Escuela Municipal Secundaria Joto (常冬中学 Jōtō Chūgaku?). Todos sus Gunpla son construidos por Mamoru, el hermano menor de Shimon, el líder del equipo. Mamoru construye los modelos del equipo tal cual de fábrica, sin ningún tipo de personalización. El equipo se llama así en referencia a la unidad FAITH. (Fast Acting Intergrate Tactical Headquarters), una división especial de la organización ZAFT de Mobile Suit Gundam SEED Destiny.
Shimon Izuna (イズナ・シモン Izuna Shimon?)
Gunpla: ZGMF-X42S Destiny Gundam
Shimon es un atleta juvenil practicante de boxeo con un gran futuro en el deporte. Shimon estaba en camino a convertirse en un campeón juvenil, pero abandono su sueño para participar en las Batallas Gunpla. después de enterarse de la enfermedad de su hermano menor.
Gorou Masuda (マスダ・ゴロウ Masuda Gorō?)
Gunpla: MVF-M11C Murasame
Es el miembro obeso del Equipo FAITH. No sabe nada sobre Gunpla, pero le es muy fiel a Shimon, como luchador es considerablemente débil dependiendo de Shimon para ganar, antes de su combate con los Try Fighters, junto a Kouji Tanioka, que les permitan ganar por el bien del hermano menor de Shimon, en su combate logra sacar del tablero al Gunpla de Yuuma junto al suyo, aprovechando el desconcierto de este por la noticia del hermano de Shimon.
Kouji Tanioka (タニオカ・コウジ Tanioka Kōji?)
Gunpla: GAT-04+AQM/E-A4E1 Jet Windam
LAl igual que Gorou, Kouji no sabe nada sobre Gunpla, pero le brinda a Shimon todo su apoyo., como luchador es considerablemente débil dependiendo de Shimon para ganar, antes de su combate con los Try Fighters, junto a Gorou Masuda, que les permitan ganar por el bien del hermano menor de Shimon, en su combate logra sacar del tablero al Gunpla de Fumina junto al suyo, aprovechando el desconcierto de esta por la noticia del hermano de Shimon.
Mamoru Izuna (イズナ・マモル Izuna Mamoru?)
Mamoru es el hermano menor de Shimon que vive confinado en un hospital. Mamoru le construye a Shimon los Gunpla que usa en sus batallas. Mamoru es un niño pequeño y como tal, es un "constructor estándar", o sea una persona que construye Gunplas tal como estos vienen de fábrica, sin modificarlos, sin pintarlos y sin personalizarlos. Sekai lo visita en el hospital mostrándole el Try Burning Gundam y luego de la derrota de su hermano despierta en él el deseo de crear su propio Gunpla tan bueno o mejor que el de Sekai. Durante el campeonato nacional se le ve asistiendo como espectador demostrando que, si bien no esta completamente sano, ya no esta internado a tiempo completo en el hospital.

### White Wolf
Equipo White Wolf (ホワイトウルフ Howaito Urufu?) (Lobo Blanco en inglés) es el equipo representante del Instituto Gabai (我梅学院 Gabai Gakuin?) y actual campeón de la prefectura de Kagoshima Gunpla. Han logrado entrar al torneo nacional cuatro veces seguidas. El nombre del Equipo y el apellido de su líder, están basados en Shin Matsunaga, el Lobo Blanco de Solomon, uno de los personajes de la línea de tiempo Universal Century de Gundam.
Kenshou Matsunaga (マツナガ・ケンショウ Matsunaga Kenshō?)
Gunpla: Zaku Mánagarmr
Líder del Equipo White Wolf. Es el más centrado de los tres miembros del equipo, apareciendo por primera vez para aplacar el carácter de sus compañeros. A pesar de ser derrotados por los equipos más fuertes con relativa facilidad (fue aniquilado rápidamente tanto por Saga como por Wilfrid en el Instituto Najima y en el torneo nacional por Lucas Némesis) logran quedan entre los mejores 8 del torneo.
Minoru Koshiba (コシバ・ミノル Koshiba Minoru?)
Gunpla: Zaku Alvaldi

Yoshiki Uzuki (ウヅキ・ヨシキ Uzuki Yoshiki?)
Gunpla: Zaku Kraken

## Producción
Gundam Build Fighters Try fue anunciada el 15 de mayo de 2014 como la secuela de Gundam Build Fighters y contó con el mismo equipo de producción de la serie anterior.
En septiembre del 2014, Masashi Hirose fue hospitalizado debido a una enfermedad no especificada, habiendo interpretado el personaje del Sr. Ral. los primeros 4 episodios. un mes después, fue sustituido por Katsuhisa Hōki por el resto de la serie.

### Música
El primer tema de apertura se titula "Cerulean" (セルリアン Serurian?) (lit. cerúleo), interpretado por Back-On, y el tema de clausura es "Amazing the World" (アメイジング ザ ワールド Ameijingu za Wārudo?) interpretado por Screen Mode.
El segundo trema de apertura es "Just Fly Away", interpretado por Edge of Life. el tema de clausura es "Mayonoma Compass wa Iranai" (迷々コンパスはいらない?  "la gente errante no necesida brujula") de StylipS. Ambas canciones debutaron a partir del episodio 14.